# V392 Гидры
V392 Гидры (лат. V392 Hydrae) — карликовая новая, двойная катаклизмическая переменная звезда типа U Близнецов (UG:) в созвездии Гидры на расстоянии приблизительно 3110 световых лет (около 954 парсек) от Солнца. Звёздная величина диапазона B звезды — от +16,38m до +14,9m. Орбитальный период — около 0,325 суток (7,7988 часа).
Открыта группой астрономов Edinburgh-Cape Blue Object Survey*.

## Характеристики
Первый компонент — аккрецирующий белый карлик. Масса — около 0,75 солнечной.
Второй компонент — оранжевый карлик спектрального класса K4-6, или K5-6, или K5,5. Масса — около 0,42 солнечной, радиус — около 0,5 солнечного, светимость — около 0,441 солнечной. Эффективная температура — около 6638 K.